# El Trust Joyero Relojero
El Trust Joyero Relojero fue una joyería, relojería y casa de óptica que existió en la ciudad de Buenos Aires, Argentina. Fue la joyería más importante y emblemática del país durante 60 años. Por extensión, se llama de la misma manera al emblemático edificio que fue sede de la firma, en la esquina sudeste de la intersección de la Avenida Corrientes con la Avenida 9 de Julio.

## Historia

### Origen

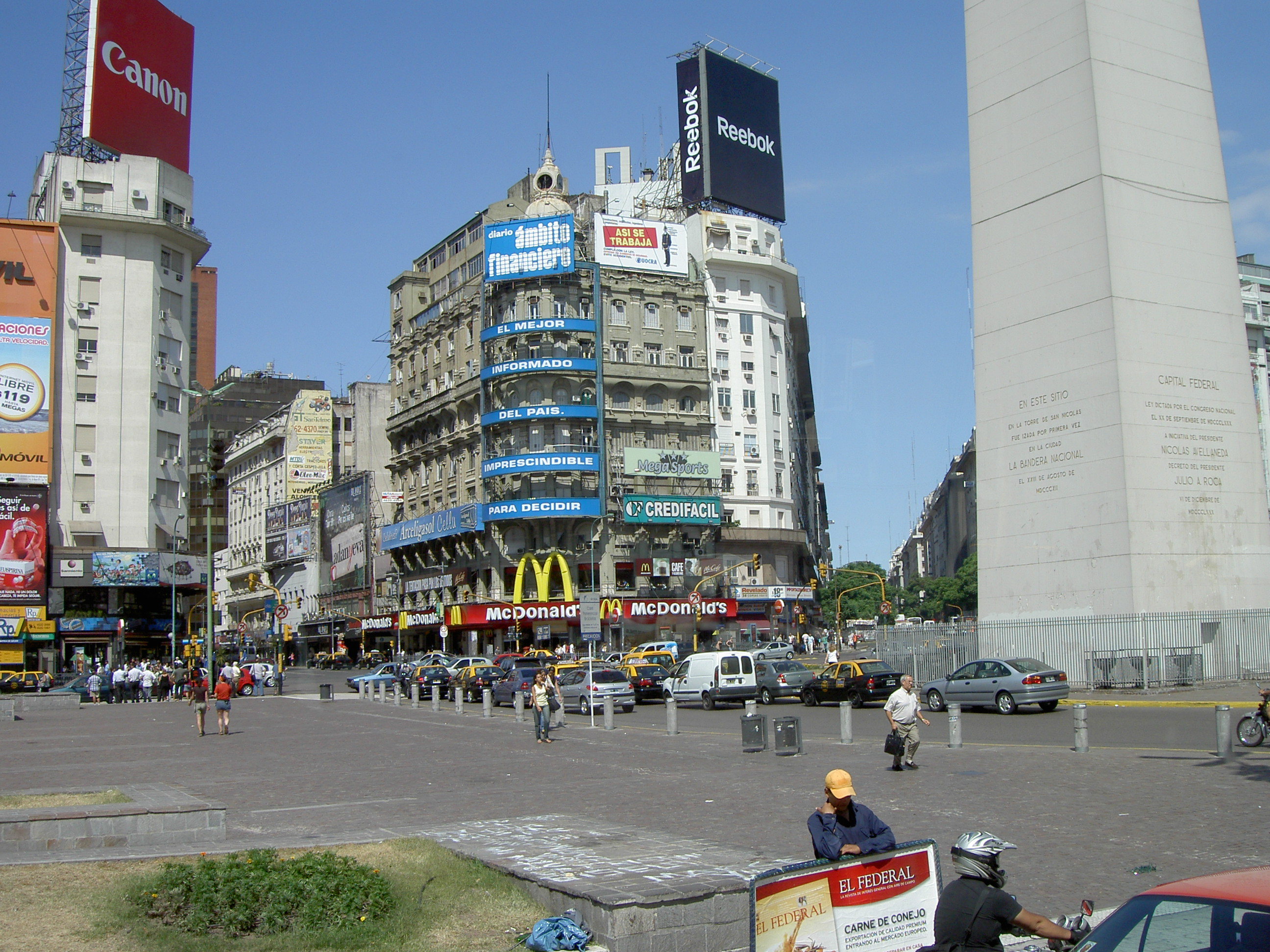
El edificio en 2008

La historia de esta casa se remonta  a 1901, momento en que viaja a la Argentina Juan Peire (1885-1929), relojero nacido en Gibraltar y primo de los hermanos Escasany, catalanes dedicados al mismo ramo y también establecidos en Buenos Aires. El padre de Peire había sido un comerciante exitoso por la fabricación de sándwiches de miga, pero una mala administración había llevado el negocio familiar a la ruina.
En 1911, con ayuda de Manuel Escasany, Juan Peire compró una muy antigua joyería que existía en la esquina de las calles Carlos Pellegrini y Corrientes, llamada Marinelli e Hijos, y se transformó en socio gerente junto a su cuñado Gabriel Nogués. En un primer momento la casa es renombrada Joyería y Relojería Juan Peire y Cía., pero en 1924 se elige el nombre definitivo El Trust Joyero Relojero S.A., teniendo en cuenta que en inglés la palabra trust significa confianza.

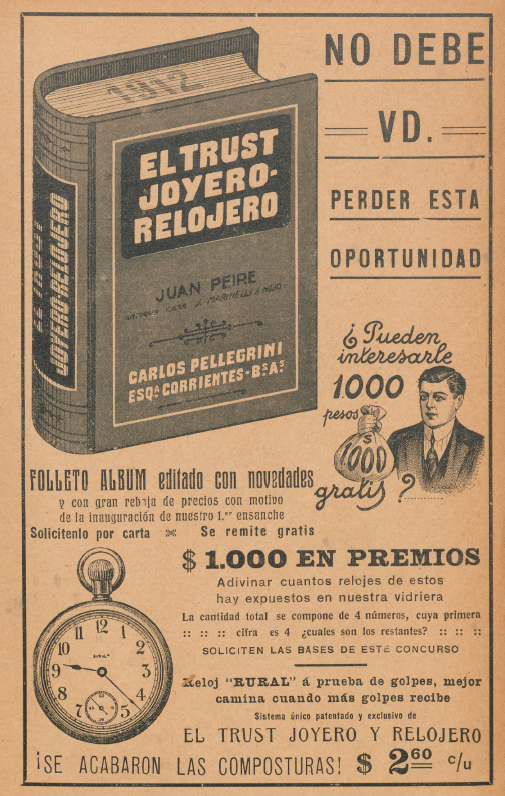
Trust Joyero Relojero, publicidad de 1912.

El Trust Joyero se dedicó a la venta de diversos productos, como relojes suizos, cristalería de Bohemia y alhajas de París. Pero quizás su acierto más notable haya sido la importación de unos relojes despertadores fabricados en Alemania, que se vendieron masivamente al costo de 95 centavos de la época. También se transformó en el anunciante de la hora a través de la radio, antes de que se estableciera la Hora Oficial, por iniciativa del presidente Marcelo T. de Alvear.

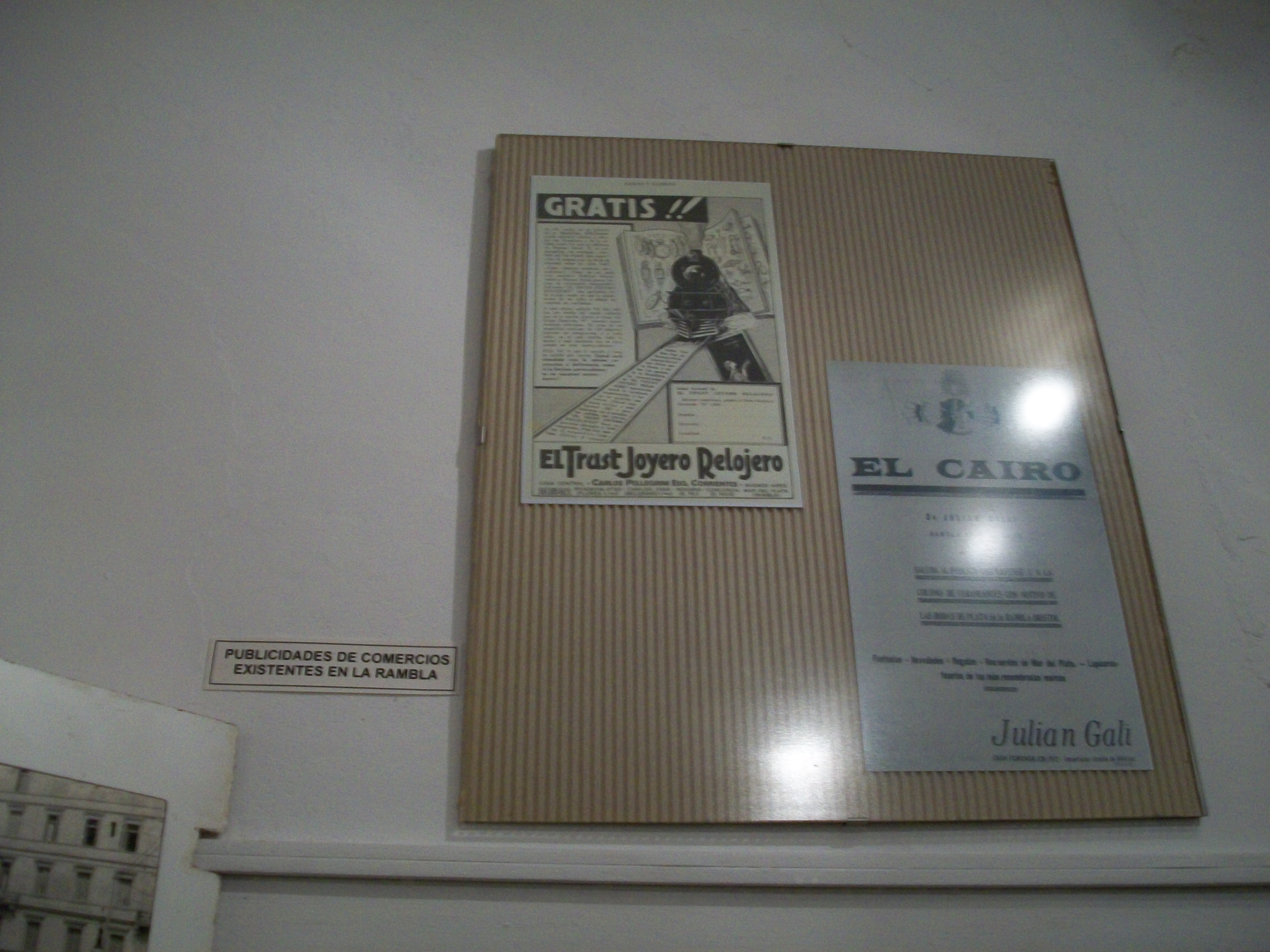
Publicidad de El Trust Joyero.

En 1925, con el éxito obtenido con este negocio, Peire procede a demoler la antigua y pequeña joyería para construir en su lugar un gran edificio para su local con departamentos en los pisos superiores, concebidos especialmente para funcionar como consultorios médicos. Durante las obras, se descubre enterrado un cofre de hierro que contenía monedas de oro y plata de los tiempos coloniales, y que fue donado al Museo Histórico Nacional.

### El edificio actual
El nuevo edificio contaría en la siguiente década con la suerte de encontrarse en un punto privilegiado de la ciudad, ya que en 1936 se ensanchó la calle Corrientes, ese mismo año se construyó el Obelisco y en 1937 se abrió la Avenida 9 de Julio, transformando la esquina de Corrientes y Pellegrini en una de las más transitadas, visitadas y fotografiadas de Buenos Aires. La imagen de la cúpula con reloj y el cartel del Trust Joyero se volvió una clásica postal de la nueva Avenida Corrientes. Además, un campanario daba la hora cada quince minutos, hasta que una campaña encabezada por el cantante y vecino de la cuadra Cátulo Castillo impuso su silencio. 
El Trust Joyero creció aceleradamente en las siguientes décadas, abriendo sucursales en otros barrios porteños como Belgrano y Flores, y en importantes ciudades de las provincias como Rosario y Córdoba; llegando a totalizar 46 casas de venta. En los años 50, la empresa abre una sucursal en Mar del Plata y otra en la ciudad de Olavarría. Su gerente fue Carlos Alberto García, porteño de nacimiento, hijo de andaluces, cuyo oficio fue adquirido a temprana edad. Luego del fallecimiento de Peire y de su socio Nogués en 1932, su hijo Jorge Juan Peire se hizo cargo de la empresa en 1936.
En la década de 1950 ya el Trust Joyero era una de las empresas nacionales más importantes, y especialista en su ramo. En la década siguiente la sociedad se extiende y se crea El Trust Viviendas, una entidad crediticia que ayuda a conseguir vivienda a las clases humildes. Le sigue El Trust Propiedades, que apunta ya a la clase media urbana. Luego llega El Trust Turismo, dedicado a la promoción de esta actividad a nivel internacional. A esa altura, la empresa quedó en manos del nieto del fundador, Juan Manuel Peire.

### Decadencia
La casa del Trust Joyero Relojero dejó su clásico local de Corrientes al 1000 luego de un proceso de decadencia, afectada por los golpes de la economía argentina, que sufrió una severa crisis. Desde 1999 su espacio en el clásico edificio frente al Obelisco porteño es ocupado por una sede de la cadena de hamburguesas McDonalds.